# Lielvārde (stacja kolejowa)
Lielvārde – stacja kolejowa w Lielvārde, na Łotwie. Znajduje się na linii Ryga - Dyneburg.
Stacja została wybudowana na linii kolejowej Ryga-Dyneburg w 1861 roku. Pierwotnie nazywała się Ringmundhofa. W czasie I wojny światowej stacja została poważnie uszkodzona, a po wojnie budynek został odnowiony. W miejscu starego budynku wybudowano nowy budynek dworca w 1922, który był jednym z pierwszych budynków stacyjnych nowo wybudowanych niezależnego państwa łotewskiego z nazwą Rembates. W 1926 stacja została przemianowana na Lielvārde. II wojna światowa znów przyniosła zniszczenia na stacji, w wyniku czego w 1950 wybudowano nowy budynek dworca.